# 戴维·罗瑟里
戴维·罗瑟里是一位英国地质学家，開放大學行星科学教授，主要作品有入选牛津通识读本的《行星》（Planets）、《卫星》（Moons）等。